# 深圳二零二八足球俱乐部
深圳二零二八足球俱乐部，简称深圳二零二八，是一家位于中国广东省深圳市的足球俱乐部，成立于2023年。2024赛季以中冠联赛第一名的成绩升入2025年中乙联赛。
球队以深圳市在2022年省运会男子甲组冠军（2005/2006年龄段）队伍为班底，增补了广东省广州、梅州、惠州等地市及前深足、富力等职业俱乐部能力突出的适龄队员，组成了2025年全运会男子足球U20组广东队的备战队伍。球队命名“二零二八”，主要是意在力争为备战2028年洛杉矶奥运会的中国国奥队输送更多优秀球员。